# Turnham Green (stanice metra v Londýně)
Turnham Green je stanice metra v Londýně, otevřená 1. ledna 1869. V 60. letech 20. století zde byly umístěny na zkoušku automaty na jízdenky. Název stanice byl použit v písni Suite in C v albu McDonald and Giles. Autobusové spojení zajišťují linky: 27, 94, 190, 237, 267, 272, 391, E3, H91 a noční linky: N9 a N11. Stanice se nachází v přepravní zóně 2 a 3 a leží na dvou linkách:
- District Line - mezi stanicemi Chiswick Park nebo Gunnersbury a Stamford Brook.
- Piccadilly Line - mezi stanicemi Acton Town a Hammersmith.

| Rok  | Počet cestujících |
| ---- | ----------------- |
| 2011 | 5,83 mil.         |
| 2012 | 6,03 mil.         |
| 2013 | 6,20 mil.         |
| 2014 | 6,46 mil.         |